# Marjorie Kellogg
Marjorie Kellogg (Santa Barbara, 17 luglio 1922 – Santa Barbara, 19 dicembre 2005) è stata una scrittrice e sceneggiatrice statunitense.

## Biografia
Nata a Santa Barbara, California, dopo l'università, l'autrice si trasferisce a San Francisco per proseguire la sua carriera di scrittrice.
Le viene assegnato un lavoro di corrispondente di guerra per Salute Magazine, che la porta in Francia e in Spagna.
Al suo ritorno si stabilisce a New York dove lavora per il ramo dell'assistenza sociale e questo la porta all'idea di scrivere la storia di tre disadattati che decidono di andare a coabitare per aiutarsi a vicenda, il romanzo del 1964 che l'ha resa famosa, Dimmi che mi ami, Junie Moon (Tell Me That You Love Me, Junie Moon) anche grazie all'omonimo adattamento cinematografico diretto da Otto Preminger e interpretato da Liza Minnelli.
Kellogg ha scritto l'adattamento cinematografico per il film The Bell Jar del 1979 tratto dall'omonimo romanzo La campana di vetro di Sylvia Plath.
In seguito, Kellogg scrive Like the Lion’s Tooth (1972), sui bambini disturbati, oltre a testi per musical e teatro, tra i quali The Oldest Trick in the World, diretto da Carl Williams, The Smile of the Cardboard Man, e After You've Gone, entrambi interpretati da Sylvia Short.
Kellogg muore per complicazioni dovute alla Malattia di Alzheimer nel 2005, a 83 anni, nella sua casa di Santa Barbara.

## Opere
- Dimmi che mi ami, Junie Moon (Tell Me That You Love Me, Junie Moon), 1968
- Like the Lion's Tooth, 1972